# Pevninský svah

Schéma oceánského dna

Pevninský svah (také kontinentální svah) je tvar části oceánského dna, kde dno oceánu klesá z okraje šelfu do hloubky.
Pevninský svah je morfologicky nejvýraznější prvek zemského povrchu. Klesá od okraje šelfu do hloubek kolem 1500–3000 m, jeho šířka může být až 2000 m. Průměrný sklon dna je 2° – 6°. Nejmenší sklon se nachází při ústí veletoků (např. u delty Mississippi má sklon 1°), největší je u zlomových pobřeží a tam, kde jsou na souši mladá vysoká pohoří (např. u Floridy až 27°, jižně od Cejlonu až 42°).
Pevninský svah má často členitý reliéf, kde se tvoří podmořské kaňony. Podmořské kaňony mají velmi strmé svahy (většinou nad 45°), často přecházející ve svislé až převislé stěny. Jsou hluboké přes 4000 m a začínají na šelfu v různých vzdálenostech od pobřeží. Mohou mít přítoky a meandrovat, přičemž ústí do oceánských hlubin často v podobě delty. Podmořské kaňony jsou hlavní cestou dopravy sedimentů do oceánských pánví. Vznikají selektivní erozí nebo mají tektonický původ. Mohou se nacházet proti ústí velkých řek (např. proti ústí řeky Kongo) nebo jsou bez návaznosti na ústí řek (Severoatlantský kaňon mezi Grónskem a Labradorem).